# Giovanni Battista Lampugnani

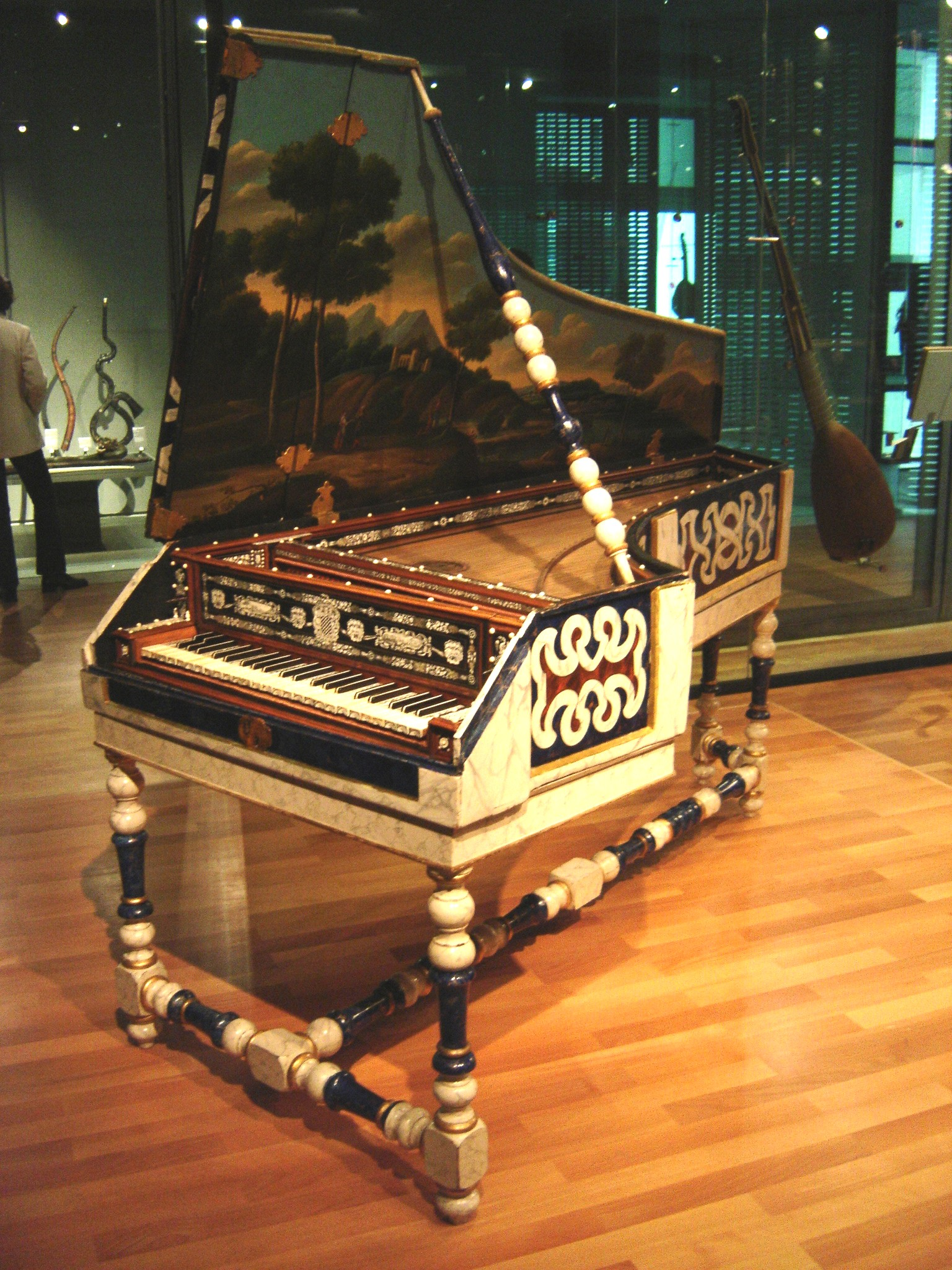
Clavicémbalo.

Giovanni Battista Lampugnani (Milán, c 1708–Milán, 2 de junio de 1788) fue un compositor y destacado clavecinista italiano que desarrolló su obra a mediados del siglo XVIII, perteneciendo por lo tanto al periodo del barroco tardío de la historia de la música.

## Biografía
Nacido en el seno de una familia acomodada, Giovanni recibió una esmerada educación musical en su ciudad natal.
El 26 de diciembre de 1732 se representó su primera ópera Candace, en el Teatro Regio Ducal de Milán y a continuación viajó durante varios años a lo largo y ancho de Italia para representar sus óperas en los teatros más prestigiosos.
En 1738 fue contratado como compositor de música sacra en el Ospedale della Pietà de Venecia.
En 1743 sustituyó a Baldassare Galuppi como compositor del Teatro Real Nacional de Londres, debutando el 15 de noviembre con un pastiche titulado Rossane, que era un arreglo del Alessandro (1726) de Händel. A continuación estrenó las óperas serias Alfonso y Alceste, ambas en (1744) y ese mismo año decidió regresar a Italia, siendo sustituido en su puesto de Londres por Gluck.
Después de su regreso de Inglaterra, entre los años 1745 y 1751, Lampugnani realizó una segunda gira por los principales teatros de Italia para presentar sus nuevos trabajos, así en 1745 estrenó en Padua Semiramide; en 1746 Il gran Tamerlano en Milán; en 1748 Andromaca en Turín; en 1751 Alessandro sotto le tende di Dario en Piacenza, etc.
En 1753 marchó nuevamente al extranjero, concretamente a Barcelona, para presentar su Vologeso; y en 1755 otra vez a Londres donde estrenó el 14 de enero Siroe, re di Persia.
Antes de su regreso a Italia probablemente permaneció durante algún tiempo en Alemania, hasta 1758 en que fue nombrado clavecinista del Teatro Regio Ducal de Milán donde presentó Il re pastore, su primera ópera bufa, y Le cantatrice con libreto de Carlo Goldoni. Durante este periodo entabló relación con Johann Christian Bach, organista de la Catedral de Milán, y con el padre Giovanni Battista Martini. Después de presentar en Milán varias óperas bufas, en 1769 finalizó su carrera operística en Turín con la ópera L’illustre villanella, pues a partir de entonces sólo compondría música instrumental.
En 1770 colaboró con los cantantes en los ensayos de la ópera Mitridate, re di Ponto de Mozart, y el 3 de agosto de 1778 participó como clavecinista en el estreno de la ópera de Antonio Salieri L'Europa riconosciuta, con motivo de la inauguración del Teatro alla Scala de Milán.

## Composiciones

### Óperas
Anexo: Óperas de Giovanni Battista Lampugnani

### Música instrumental
- 6 Sinfonías:
  - Sinfonía n. 1 en la mayor para cuerda.
  - Sinfonía n. 2 en re mayor para 2 cornos y cuerda.
  - Sinfonía n. 3 en la mayor para 2 oboes y cuerda.
  - Sinfonía n. 4 en re mayor para 2 cornos y cuerda.
  - Sinfonía n. 5 en re mayor para 2 oboes, 2 trompas y cuerda.
  - Sinfonía n. 6 en re mayor para 2 cornos y cuerda.

- 3 Sinfonías:
  - Sinfonía n. 1 en re mayor para 2 trompas y cuerda.
  - Sinfonía n. 2 en re mayor para 2 cornos y cuerda.
  - Sinfonía n. 3 en si mayor para cuerda.

- Sinfonía para la opera Semiramide riconosciuta.

#### Conciertos
- 2 conciertos para dos flautas traverseras:
  - concierto n. 1 en sol mayor para 2 flautas traverseras, 2 cornos y cuerda.
  - concierto n. 2 en re mayor para 2 flautas traverseras y cuerda.

- 3 conciertos para clavicémbalo (en do mayor, en fa mayor y en si mayor)
- Varios conciertos para instrumentos diversos y clavicémbalo.

#### Sonatas
- 6 sonatas para 2 violines y bajo continuo, op. 1 (en la mayor, en si mayor, en la mayor, en re mayor, en mi mayor y en sol mayor)
- 6 sonatas para 2 violines y bajo continuo, op. 2 (en sol mayor, en la mayor, en si mayor, en la mayor, en re mayor y en la mayor)
- 3 sonatas para 2 violines y bajo continuo (en mi mayor, en la mayor y en fa mayor)
- sonata en re mayor para 2 violines y bajo continuo
- sonata a 3 en re mayor
- sonata en sol mayor para 2 flautas y bajo continuo